# Hypsibiidae
Famille
Les Hypsibiidae sont une famille de tardigrades. 

## Classification
Selon Degma, Bertolani et Guidetti, 2015 :
- Diphasconinae Dastych, 1992
  - Diphascon Plate, 1888
- Hypsibiinae Pilato, 1969
  - Borealibius Pilato, Guidetti, Rebecchi, Lisi, Hansen & Bertolani, 2006
  - Hypsibius Ehrenberg, 1848
- Itaquasconinae Bartoš, 1964
  - Adropion Pilato, 1987
  - Astatumen Pilato, 1997
  - Bindius Pilato, 2009
  - Itaquascon de Barros, 1939
  - Mesocrista Pilato, 1987
  - Parascon Pilato & Binda, 1987
  - Platicrista Pilato, 1987
  - Sarascon Guil, Rodrigo & Machordom, 2014
- Pilatobiinae Bertolani, Guidetti, Marchioro, Altiero, Rebecchi & Cesari, 2014
  - Pilatobius Bertolani, Guidetti, Marchioro, Altiero, Rebecchi & Cesari, 2014
- sous-famille indéterminée
  - Acutuncus Pilato & Binda, 1997
  - Mixibius Pilato, 1992

## Taxinomie
Cette famille a été révisée par Bertolani, Guidetti, Marchioro, Altiero, Rebecchi et Cesari en 2014.

## Publication originale
- Pilato, 1969 : Evoluzione e nuova sistemazione degli Eutardigrada. Bollettino di Zoologia, vol. 36, no 3, p. 327–345.